# Комаренко Тетяна Олександрівна
Тетяна Олександрівна Комаренко (12 листопада 1948, Київ) — український історик, дослідниця зв'язків України зі слов'янськими народами в XX столітті.

## Біографія
Народилася 12 листопада 1948 року в Києві. У 1966–1971 навчалася на історичному факультеті Київського державного університету. У 1971–1973 роках — архіваріус, науково-допоміжний співробітник Інституту історії партії при ЦК КПУ. У 1973–1994 роках — молодший науковий співробітник, старший науковий співробітник відділу історії дружби народів СРСР, відділу теорії і історії національних відносин, у 1994–2003 роках — старший науковий співробітник відділу історії культури українського народу Інституту історії України НАН України. 1989 року, під керівництвом доктора історичних наук Р. Г. Симоненка, захистила кандидатську дисертацію на тему: «Соціалістичне змагання як фактор розвитку дружби і співробітництва народів СРСР (на матеріалах РРФСР і УРСР. 1971–1980 рр.)».

## Основні праці
- Влада і літературно-мистецька інтелігенція радянської України: 20-ті роки XX століття. — Київ, 1999 (у співавторстві);
- «Теорія боротьби двох культур» і шляхи розв'язання національного питання в Україні // Проблеми історії України. — 1995. — № 3;
- Вірмени в Україні // Українська діаспора. — 1995. — № 4;
- Формирование и развитие советского народа — новой исторической общности людей: Библиографический указатель. — Київ, 1978 (у співавторстві).